# Sollicitatio ad turpia
Sollicitatio ad turpia (latino, "provocazione a cose oscene") è un'espressione del diritto canonico della Chiesa cattolica che si riferisce alla situazione in cui un chierico (presbitero o vescovo) usa la circostanza del sacramento della penitenza per provocare il o la penitente ad alcun tipo di pratica sessuale.

## Storia
Dal XVI secolo la Chiesa lo considera come un crimine, oltre che una violazione morale. Definito abuso del sacramento della penitenza esso divenne, dapprima in Spagna (1559 e 1561) poi in Portogallo (1608) e successivamente in tutto il mondo cattolico (1622), soggetto al procedimento inquisitoriale.

## Conseguenze
Il Codice di diritto canonico commina una pena che può arrivare anche alla dimissione dallo stato clericale a chi lo pratica (cfr. can. 1387). La falsa denuncia del confessore da parte del penitente per questo delitto comporta la pena canonica dell'interdetto latae sententiae per il colpevole (cfr. can. 1390), ed in più la proibizione di ricevere l'assoluzione sacramentale prima di aver ritrattato la falsa denuncia ed aver riparato gli eventuali danni (cfr. can. 982). 